# Łask
Łask là một thị trấn thuộc hạt Łask, tỉnh Łódź, miền trung Ba Lan. Từ năm 1975-1998, thị trấn nằm trong tỉnh Sieradz, kể từ năm 1999 đến nay, nó thuộc quyền quản lý của tỉnh Łódź. Thị trấn có diện tích 15,33 km². Tính đến ngày 31 tháng 12 năm 2016, dân số của thị trấn là 17.604 người với mật độ 1.100 người/km².

## Lịch sử
Łask được thành lập vào năm 1356 và nhận được đặc quyền thị trấn vào năm 1422 theo luật của vua Ba Lan Władysław II Jagiełło.
Vào cuối thế kỷ 16, người Do Thái bắt đầu định cư ở thị trấn. Từ thời điểm đó trở đi, dân số Do Thái trong thị trấn chiếm từ 50% đến 65% tổng số dân. Thị trấn rất phát triển các ngành nghề liên quan đến dệt may và thực phẩm. [2] Tên họ Laski và Lasker bắt nguồn từ tên của thị trấn và nhiều người gốc Do Thái sau này đều có họ này.
Vào năm 1793, thị trấn là một phần của Vương quốc Phổ, nhưng vào năm 1815, nó được khôi phục lại lãnh thổ Ba Lan. Trong Chiến tranh thế giới lần thứ hai vào tháng 9 năm 1939, Łask đã bị lực lượng Wehrmacht của Đức chiếm đóng. Thị trấn sau đó được quản lý như một phần trong Reichsgau Wartheland của Đức Quốc xã và một nửa số dân Do Thái sống trong thị trấn bị tiêu diệt theo chính sách phân biệt chủng tộc của Đức. Sau sự xuất hiện của Hồng quân Liên Xô và kết thúc cuộc chiến năm 1945, Łask trở thành một phần của Cộng hòa Nhân dân Ba Lan.

## Những nhân vật nổi tiếng xuất thân từ thị trấn
- Hieronymousus aski (1496-1542) - nhà ngoại giao Ba Lan
- Jan Łaski (1499-1560) - nhà cải cách Tin lành
- Olbracht aski (mất năm 1604) - nhà giả kim người Ba Lan
- Mieczysław Wolfke (1883-1947) - nhà vật lý người Ba Lan
- Magda Femme (sinh năm 1971) - ca sĩ nhạc pop Ba Lan
- Ilona Felicjańska (sinh năm 1973) - Hoa hậu Polonia 1993
- Aaron Karfunkel - giáo sĩ thế kỷ 18